# 1-萘磺酸
1-萘磺酸是一种有机化合物，化学式为C10H7SO3H。它是可溶于水的无色固体，常以二水合物（C10H7SO3H·2H2O）的形式存在。它的另一种同分异构体2-萘磺酸更加稳定。它主要用于染料的生产。
1-萘磺酸可以发生很多反应，如在酸的稀水溶液中加热，可以得到萘。和氢氧化钠共熔后酸化，可以得到1-萘酚。其进一步磺化可以得到1,5-萘二磺酸。它也能被三苯基膦还原，得到1-萘酚。